# 殭屍福星
《殭屍福星》（英語：Night Journey），是香港無綫電視1996年拍攝的清末民初奇幻電視連續劇，全劇共20集，監製莊偉建。

## 劇情
龍虎山三師兄弟及徒兒莊天、董兆匡和梁東因無法生計而逃落至荒。
董兆匡受人冷暖之後，開始千方百計投靠富豪任濟堂，更因此與莊天為敵。
可知他只是一個暴發戶靠賣鴉片而致富，為了當選鎮長，不擇手段，對其
父親任鶴年不孝，結果擺大壽那天氣喘身亡，董兆匡風勢盡利，幫任家
達求目的，使令尊翁變成殭屍為禍人間。

## 演員表

### 龍虎山天師
| 演員   | 角色   | 暱稱/關係                                                                       |
| 元 華  | 莊 天  | 孖八叔 警察 董兆匡之師兄，後反目 梁東之師伯 丁小玉之丈夫                        |
| 張國強 | 董兆匡 | 莊天之師弟，後反目 梁東之師父，後反目 楚如夢之男友 最終大反派，變殭屍被火滅而亡 |
| 陳曉東 | 梁 東  | 董兆匡之徒弟，後反目 追求任翠玲 方學良之好友兼情敵                              |

### 任家
| 演員   | 角色   | 暱稱/關係                                                     |
| 楚 原  | 任鶴年 | 任伯 最終殭屍 任濟堂之父 任繼光、任繼宗、任繼祖、任翠玲之祖父 |
| 任世官 | 任濟堂 | 鎮長（後期） 任鶴年之子 任繼光、任繼宗、任繼祖、任翠玲之父    |
| 蘇恩磁 | 張婉嫻 |                                                               |
| 馬海倫 | 區艷卿 |                                                               |
| 艾 威  | 任繼光 | 任濟堂之長子 (被世康施法的父親殺死)                           |
| 何浩源 | 任繼宗 | 任濟堂之次子                                                  |
| 朱樂輝 | 任繼祖 | 任濟堂之三子 (坐牢)                                           |
| 譚小環 | 任翠玲 | 玲玲 任濟堂之女 梁東之女友 方學良之前女友                     |

### 警察
| 演員   | 角色   | 暱稱/關係                  |
| 胡 楓  | 江郎才 | 局長                       |
| 元 華  | 莊 天  | 孖八叔 警察 參見龍虎山天師 |
| 江明輝 | 蔣志強 | 警察                       |
| 伍文生 | 明     | 警察                       |
| 麥嘉倫 | 輝     |                            |

### 其他重要角色
| 演員   | 角色   | 暱稱/關係                              |
| 蘇玉華 | 丁小玉 | 莊天之女友，後妻子                     |
| 曹 眾  | 楚如夢 | 如夢 董兆匡之女友，後妻子 天機子之養女 |
| 何遠恆 | 方學良 | 特工 任翠玲之前男友 梁東之好友兼情敵   |

### 其他演員
- 焦　雄 飾 楊　泉
- 譚一清 飾 鎮　長
- 鄭　雷 飾 天機子
- 陳榮峻 飾 金算子
- 溫雙燕 飾 村　民/榮　嬸
- 黎秀英 飾 村　民/伍　姑/婦　人
- 凌　漢 飾 村　民/榮　叔
- 黃煒林 飾 村　民
- 劉桂芳 飾 李玉桂
- 何璧堅 飾 管　家
- 石　雲 飾 相　士
- 羅雪玲 飾 趙如花
- 林佩君 飾 阮素琴
- 孫恩明 飾 威
- 李志偉 飾 武
- 余慕蓮 飾 福　嬸
- 曹　濟 飾 全　叔
- 余袁穩 飾 阿　炳
- 陳狄克 飾 張　坤
- 計祥龍 飾 旺
- 卓　凡 飾 玲同學
- 黎　詩 飾 玲同學
- 廖翠雯 飾 玲同學
- 張俊平 飾 繡莊老板
- 蔡磊淵 飾 轎檔老板
- 李桂英 飾 程蝶君
- 梁長偉 飾 理髮師
- 洪偉豪 飾 商　人
- 夏玉麟 飾 老
- 楊子韜 飾 道　友
- 廖麗麗 飾 四表姨
- 葉振聲 飾 牛　哥
- 游　飈 飾 村民甲
- 黃煒林 飾 村民乙
- 鄧泰和 飾 殭　屍
- 陳中堅 飾 村　長
- 蓋世寶 飾 新　娘
- 蔣　克 飾 新　郎
- Edward Fedrick 飾 Mr.Robinson
- 黃大煒 飾 特務甲
- 沈星銘 飾 特務乙
- 曾建明 飾 蕭　輝
- 飾 長生店老
- 龍志成 飾 市　長
- 羅國維 飾 高修士
- 楊健武 飾 毒　販
- 邵卓堯 飾 禁煙隊隊長
- 鄧汝超 飾 王　六
- 凌　漢 飾 大　夫
- 區　嶽 飾 樵　夫

## 外部連結
- 殭屍福星劇情[永久]